# Gazda József
Gazda József (Kézdivásárhely, 1936. április 8. –) erdélyi magyar író, művészeti író, szociográfus, tankönyvíró, tanár, művelődésszervező. Gazda László helytörténész öccse, Gazda Klára néprajzkutató bátyja, Olosz Ella textilművész férje.

## Életútja
Tisztviselő szülők gyermekeként született. A középiskolát Sepsiszentgyörgyön a Székely Mikó Kollégiumban végezte (1953), a kolozsvári Bolyai Tudományegyetemen szerzett magyar nyelv és irodalom szakos tanári oklevelet (1958). Részt vett az 1956-os kolozsvári diákmegmozdulásokban, egyik szervezője volt a Házsongárdi temetőben tartott halottak napi zarándoklatnak. 1958-tól Székelykocsárdon, 1961-től a nagyenyedi Bethlen Gábor Kollégiumban, majd 1964-től a kovásznai Kőrösi Csoma Sándor Líceumban tanított, innen vonult nyugalomba negyvenévi tanári szolgálat után 1998-ban. 1961-ben összeházasodott Olosz Ella (1937–1993) textilművésszel, gyermekeik: Zoltán (1962), István (1963), Árpád (1966), Enikő (1968). 

## Munkássága
1956-tól kezdett művészettörténeti és kritikai írásokat publikálni a romániai magyar sajtóban. Első könyvei képzőművész-monográfiák voltak. Nyugat-európai, ázsiai és afrikai utazásai élményeit művészeti útikönyvekben foglalta össze. 1970-től kezdett hangfelvételeket készíteni idős emberek elbeszélt visszaemlékezéseiből, és a sok évtizeden át végzett gyűjtésből számos szociográfiai könyve született. Ezek megírásakor műfajt teremtett. A visszaemlékezéseket apró részekre bontotta, és ezeket témák szerint csoportosítva, mozaikként rakta össze a 20. század elmesélt történetét. Kovásznán diákszínpadot hozott létre, mely az általa rendezett előadásokkal húsz év alatt közel 600-szor állt közönség elé Erdély-szerte. 1990-ben megalapította a Kőrösi Csoma Sándor Közművelődési Egyesületet, mely a névadó Kőrösi Csoma Sándor emlékének az ápolását tűzte ki céljául. Az általa 2022-ig vezetett egyesület évente megrendezi Kovásznán és Csomakőrösön a Csoma-napokat. A rendezvény keretében szervezett tudományos konferencia előadásait az egyesület 1998-tól évről-évre konferenciakötetben adja ki.

## Kötetei
- Gyárfás Jenő, Ifjúsági Kiadó, Bukarest, 1969
- Nagy Imre, Állami Irodalmi és Művészeti Kiadó, Bukarest, 1972
- Magyar irodalom tankönyv, IX. osztály, Bukarest, Állami Tanügyi és Pedagógiai Kiadó; 1973 (Kocziány Lászlóval)
- Tegnapi kövek, mai utak (egy nyugati utazás naplója), Dacia Kiadó, Kolozsvár, 1977
- Így tudom, így mondom. A régi falu emlékezete, Kriterion Kiadó, Bukarest, 1980
- Nagy Albert, Kriterion Kiadó, Bukarest, 1982
- Kelet kapui, Dacia Kiadó, Kolozsvár, 1985
- Megváltó karácsony, Aura Kiadó, Budapest, 1990
- Hát én hogyne siratnám : csángók a sodró időben. Budapest : Szent István Társulat, 1993. 216 p. 16 t. ill.
- Gazdáné Olosz Ella. Budapest – Bukarest : Püski–Kriterion, 1994. 80 p. 28 t. ill.
- Kövek egy siratófalhoz, EKE, Svédország, 1994 (Tófalvi Zoltánnal)
- Mindennek mestere – a falusi tudás könyve, Püski Kiadó, Budapest, 1994
- Jaj, mik történtek, jaj, mik is történtek – a szétszabdalt magyarság XX. századi sorstörténete, I–II., Püski Kiadó, Budapest, 1997
- Az Istennel még magyarul beszélgetünk – magyar szórványok a Kárpát-medencében; Püski Kiadó, Budapest, 2002
- Emlékek Ázsiája őseink földjén; Uránia Kiadó, Sepsiszentgyörgy 2003
- Emlékek Ázsiája, Terebess Kiadó, Budapest, 2003
- Magyarok Amerikája, Medium Kiadó, Sepsiszentgyörgy, 2004 (Bernád Ilonával)
- A tűz októbere – 1956 magyar sorsokban, Püski Kiadó, Budapest, 2006
- A megpecsételt vég – 90 év Erdély földjén, Hét Krajcár Kiadó, Budapest, 2010
- Köllő Margit, Pallas Akadémia, Csíkszereda, 2010
- A harmadik ág – magyarok a szétszórattatásban 1–2.; Hét Krajcár, Budapest, 2011
- Fekete József. Monográfia; Pallas-Akadémia, Csíkszereda, 2013
- A harmadik ág. Magyarok a szétszórattatásban; 2. bőv. kiad.; Hét Krajcár, Budapest, 2013
- Gazdáné Olosz Ella; szerk. Gazda József, Kopacz Attila; Kőrösi Csoma Sándor Közművelődési Egyesület, Kovászna, 2013
- Vezényelt történelem. Sorsregény; Hét Krajcár, Budapest, 2014
- Bocz Borbála; ARTprinter, Sepsiszentgyörgy, 2015
- Boros Lajos, Kovászna, 2016
- A hajótörött. Regény; Hét Krajcár kiadó, Budapest, 2016
- A golgota útján; Hét krajcár, Budapest, 2017
- Kós András; Artprinter, Sepsiszentgyörgy, 2017
- Vezényelt történelem. Sorsregény; 2. átdolg. kiad.; Hét Krajcár, Budapest, 2017
- Erdély művészetéért. Tanulmányok, művészarcok, kritikák, 1957–2017, 1–2.; Kőrösi Csoma Sándor Közművelődési Egyesület, Kovászna, 2017–2019
- Bujdosók. Esszéregény; Hét Krajcár, Budapest, 2019
- Mátyás József, 1930–2002; Erdély Barátainak Köre Kulturális Egyesület, Szolnok, 2020
- Zolcsák Sándor. Monográfia; ARTprinter, Sepsiszentgyörgy, 2020
- Porzsolt Borbála. Monográfia; Tinta, Árkos, 2020
- Miért is éltem? A kor karmai között; Tortoma, Barót, 2021
- A XX. század, ahogy megéltük; szerk. Gazda Árpád; Hargita, Székelyföld Alapítvány, Csíkszereda, 2021 (Székely Könyvtár)
- Nagy Albert. Az ember és a művész, Tinta, Árkos, 2021
- Mindennek mestere. A falusi tudás könyve; Hét Krajcár, Budapest, 2022
- Benedek József. ARTprinter, Sepsiszentgyörgy, 2024.
- Háromszék képzőművészete. Tortoma, Barót, 2025. (Háromszéki téka sorozat)

## Díjak, elismerések
- Bethlen Gábor-díj (1994)[2][3]
- A Székelyföld folyóirat díja (2000)
- Wlassics Gyula-díj (2001)
- Sütő András-díj (2010)
- A Magyar Köztársasági Érdemrend lovagkeresztje (2011)
- Tamási Áron-díj (2013)[2]
- Háromszék Kultúrájáért díj (2014)
- Magyar Örökség díj (2014)
- Magyar Művészetért díj (2016)